# Witwer mit fünf Töchtern
Witwer mit fünf Töchtern ist eine deutsche Filmkomödie des Regisseurs Erich Engels aus dem Jahr 1957 mit Heinz Erhardt in der Titelrolle. In tragenden Rollen sind Susanne Cramer, Helmuth Lohner und Lotte Rausch zu sehen. 

## Handlung
Der Bibliothekar Friedrich Scherzer ist Vater von fünf Töchtern, um die er sich seit dem Tod seiner Frau allein kümmert. Zwar ist er ein herzlicher Vater; mit der Erziehung seiner Töchter ist der alleinerziehende Witwer aber etwas überfordert, zumal er auch seinen Beruf sehr ernst nimmt. Als Schloßverwalter sorgt er für die Erhaltung des Schlosses, das nach dem Krieg in amerikanischen Besitz übergegangen ist, pflegt die Kunstschätze und die große Bibliothek. Die Situation zu Hause verschärft sich, als die Haushälterin kündigt und der Versuch, eine neue Haushälterin anzustellen, kläglich scheitert. Eine Krankheit des fünfjährigen Töchterchens Julchen führt die Nachbarin, die Arztwitwe Frau Hansen, in das Haus der Scherzers. Sie hält es für ihre Pflicht, das Kind gesundzupflegen. Während dieser Zeit lernt sie nach und nach die Sorgen und Nöte der Familie kennen. Die älteste Tochter Karin ist jedoch gar nicht gut darauf zu sprechen, dass mittlerweile mit Frau Hansen „eine wildfremde Frau“ im Hause ein und aus geht und möglicherweise irgendwann den Platz der geliebten verstorbenen Mutter einnehmen könnte.
Aufgrund von Verdächtigungen aus der Nachbarschaft besucht eine Mitarbeiterin des Jugendamts die Familie. Irrtümlich geht Scherzer davon aus, dass Frau Hansen die Anzeige erstattet hat.
Als dann noch seine Töchter mit Freunden eine ausgelassene Party im Schloss feiern und der amerikanische Besitzer des Schlosses Mr. Peppercorn dies bei einer Visite bemerkt, verliert Scherzer seine Stelle als Schlossverwalter. Um ihrem Vater zu helfen, kommen die älteren Töchter auf die aberwitzige Idee, Karin solle Mr. Peppercorn „verführen“, was Frau Hansen gerade noch zu verhindern weiß. Bei der Gelegenheit rettet sie auch die Beziehung zwischen Karin und Dr. Klaus Hellmann. Unterdessen besucht Julchen, von allen anderen unbemerkt, Mr. Peppercorn und bietet ihm ihr gesamtes „Vermögen“ von 53 Pfennig an, wenn er ihren Vater wieder einstellt, was Mr. Peppercorn – zu Tränen gerührt – auch tut. 
Die 25-jährige Tochter Karin, mittlerweile mit dem Zahnarzt Dr. Klaus Hellmann verlobt, hat unterdessen ihre Meinung zu Frau Hansen geändert. Sanft deutet sie ihrem Vater an, dass er wieder eine Frau brauche, die kleineren Geschwister wieder eine Mutti, und sie überredet ihren Vater, mit ihren jüngeren Geschwistern zusammen Frau Hansen nach Westerland in den Urlaub zu begleiten.

## Produktion
Witwer mit fünf Töchtern wurde im Filmatelier Göttingen produziert. Die Außenaufnahmen entstanden unter anderem in Göttingen und auf Schloss Berlepsch bei Witzenhausen, in der Nähe von Kassel.

## Kritiken
„Wesentlich vom Wortwitz Heinz Erhardts lebendes Lustspiel; obwohl ansonsten nicht sehr einfallsreich, größtenteils unterhaltsam.“

„Ein recht mäßiger Jux über schwierige Familienverhältnisse. In seinen Klischees ermüdend, in seinen Geschmacklosigkeiten oft peinlich.“